# عبدالنبی بحرانی
شیخ عبدالنبی بحرانی دشتی فرزند شیخ محمد کردوانی (آل علامه شیث) از علمای سرشناس منطقه دشتی که در بردخون مدرسه علمیه تأسیس کرده و حدود دویست طلبه در آن به تحصیل اشتغال داشته‌اند و علاوه بر آن در دیگر نواحی دشتی نیز مدارسی را ایجاد کرده‌است. خاندان وی از علمای شیعه در چهار سده قبل از بحرین به بندر کنگان مهاجرت کرده و بتدریج جهت ترویج دین در نواحی مختلف جنوب حضور یافتند. پسران وی همه اهل علم بوده‌اند و بعضی از آنها مانند: شیخ عبدالله، شیخ علی و شیخ یوسف اجتهاد داشته‌اند و از مروجان علم بوده‌اند. وی در سال ۱۳۳۵ قمری در نود سالگی در بردخون درگذشت. اخیراً (۱۳۹۰) بر مزار وی در بردخون بنای یادبود ایجاد شده‌است.
وی هنگام جنگ جهانی اول به سال ۱۳۳۳. ق در دوره کهنسالی بسر می‌برده‌است و مانند دیگر علمای منطقه از جمله سید عبدالله بلادی بوشهری با فتوای خود مردم جنوب را به دفاع در مقابل هجوم بریتانیا دعوت نمود.
فارسنامه ناصری از وی چنین یاد می‌کند:
«و از علمای نواحی دشتی، جناب مستطاب علام فهام، قدوه انام حاج شیخ عبدالنبی اصل آن جناب از جزیره بحرین است. در قریه بردخان دشتی توقف دارد و چندین نفر طلبه علم در آن قریه مجتمع گشته، هر روزه کسب کمالات علمیه را در خدمت آن جناب می‌نمایند»